# نورمان شارب
نورمان شارب (15 أبريل 1901 في المملكة المتحدة - 14 يوليو 1977 في المملكة المتحدة) (بالإنجليزية: Norman Sharp)‏ هو لاعب كريكت بريطاني (وحمل سابقاً جنسية المملكة المتحدة لبريطانيا العظمى وأيرلندا). لعب مع نادي وارويكشاير للكريكيت ‏.

## وصلات خارجية
- نورمان شارب على موقع إي آس بي آن كريك إنفو (الإنجليزية)